# Col du Stalon
Pour les articles homonymes, voir Stalon.
Le col du Stalon est un col du massif des Vosges, situé entre les départements français de la Haute-Saône et des Vosges, qui est un point de passage permettant de relier le ballon de Servance au ballon d'Alsace par un sentier de randonnée.

## Toponymie
Le col se dit aussi Plain-du-Stalon pour désigner un lieu plan, généralement un passage.

## Géographie
Situé à l'altitude de 957 m, le col abrite en son contrebas la source du Rahin, rivière d'une longueur de 50,5 km.
Le col est parcouru par le sentier de grande randonnée 533, le sentier de grande randonnée 59, le sentier de grande randonnée 7 et le sentier de grande randonnée 5 en France. Il est emprunté par la route forestière du Stalon, non ouverte à la circulation automobile.